# Jacques Chardonne
Jacques Chardonne, pseudonimo di Jacques Boutelleau (Barbezieux-Saint-Hilaire, 2 gennaio 1884 – La Frette-sur-Seine, 29 maggio 1968), è stato uno scrittore francese.
Apparteneva a una famiglia di commercianti di cognac, suo padre Georges Boutelleau fu anch'egli uno scrittore. Sua madre, di origini americane, era una delle eredititere delle porcellane di Haviland & Co. di Limoges. Il suo pseudonimo deriva dal comune di Chardonne in Svizzera dove soggiornò e scrisse.

## Sotto l'Occupazione
Culturalmente germanofilo, nell'ottobre 1941 partecipò, con altri scrittori francesi, tra cui  Pierre Drieu La Rochelle, Robert Brasillach e Marcel Jouhandaeu, al viaggio in Germania per il Congresso degli Scrittori Europei di Weimar.
Partecipò a un secondo viaggio nel 1942, sempre con Pierre Drieu La Rochelle.
Lo scultore tedesco Arno Breker, venuto a esporre le sue opere a Parigi nel 1942, disse di lui che «fu sempre aperto allo spirito tedesco» ed ebbe il coraggio «di vedere, dietro il soldato che entrava a Parigi, il compagno di domani».
Alla Liberazione temeva di essere fucilato per la sua militanza per la Repubblica di Vichy. Arrestato (come il suo editore Bernard Grasset) il 12 settembre 1944 a Jarnac, fu condotto alla prigione di Cognac dove restò alcune settimane, conoscendo alcuni personaggi influenti, prima di essere posto in libertà sorvegliata. Fu proibita la vendita e la stampa dei suoi libri. Beneficiò in seguito di un non luogo a procedere.

## L'opera
È considerato un autore «di destra» e anche il padre spirituale di quelli che erano chiamati gli "ussari", cioè gli scrittori Roger Nimier, Jacques Laurent e Antoine Blondin.
Fa parte ugualmente della «scuola di Barbezieux» con Geneviève Fauconnier, Henri Fauconnier, Maurice Delamain, Jacques Delamain e Germaine Boutelleau benché questo gruppo «geografico» non condividesse le stesse opinioni.
Autore di circa 20.000 lettere, quelle scritte su carta a quadretti sono sincere, mentre mentiva in quelle scritte su carta bianca. I suoi amici conoscevano questa convenzione.
François Mitterrand ha testimoniato a più riprese la sua ammirazione per questo scrittore.
Il suo primo libro, L'epitalamo (1921), lo rivelò come romanziere della coppia. Seguirono I Varais (1929), Eva (1930) e Claire (1931). Tratteggiò con finezza di romanziere e moralista alcune malinconiche descrizioni in L'amore del prossimo (1932).